# José de Jesús Pimiento Rodríguez
José de Jesús Pimiento Rodríguez (Zapatoca, 18 februari 1919 – Floridablanca, 3 september 2019) was een Colombiaans geestelijke en een kardinaal van de Rooms-Katholieke Kerk.
Pimiento Rodríguez werd op 14 december 1941 tot priester gewijd. Op 14 juni 1955 werd hij benoemd tot hulpbisschop van Pasto en tot titulair bisschop van Apollonis; zijn bisschopswijding vond plaats op 28 augustus 1955.
Op 30 december 1959 werd Pimiento Rodríguez benoemd tot bisschop van Montería. Op 29 februari 1964 volgde zijn benoeming tot bisschop van Garzón-Neiva. Hij werd op 22 mei 1975 benoemd tot aartsbisschop van Manizales.
Pimiento Rodríguez ging op 15 oktober 1996 met emeritaat.
Pimiento Rodríguez werd tijdens het consistorie van 14 februari 2015 kardinaal gecreëerd. Hij kreeg de rang van kardinaal-priester. Zijn titelkerk werd de San Giovanni Crisostomo a Monte Sacro Alto. Wegens ouderdom en gezondheid kon hij de gebruikelijke plechtigheden in Rome niet bijwonen; de rode bonnet en ring kreeg hij later die maand overhandigd door kardinaal Rubén Salazar Gómez, aartsbisschop van Bogotá.
José de Jesús Pimiento Rodríguez overleed in 2019 op 100-jarige leeftijd.
- Gemeinsame Normdatei: 1194213278
- Virtual International Authority File: 89060392
- WorldCat: E39PBJpjjyJkKBx6GY38mqBgKd